# فرهنگ در سری‌لانکا

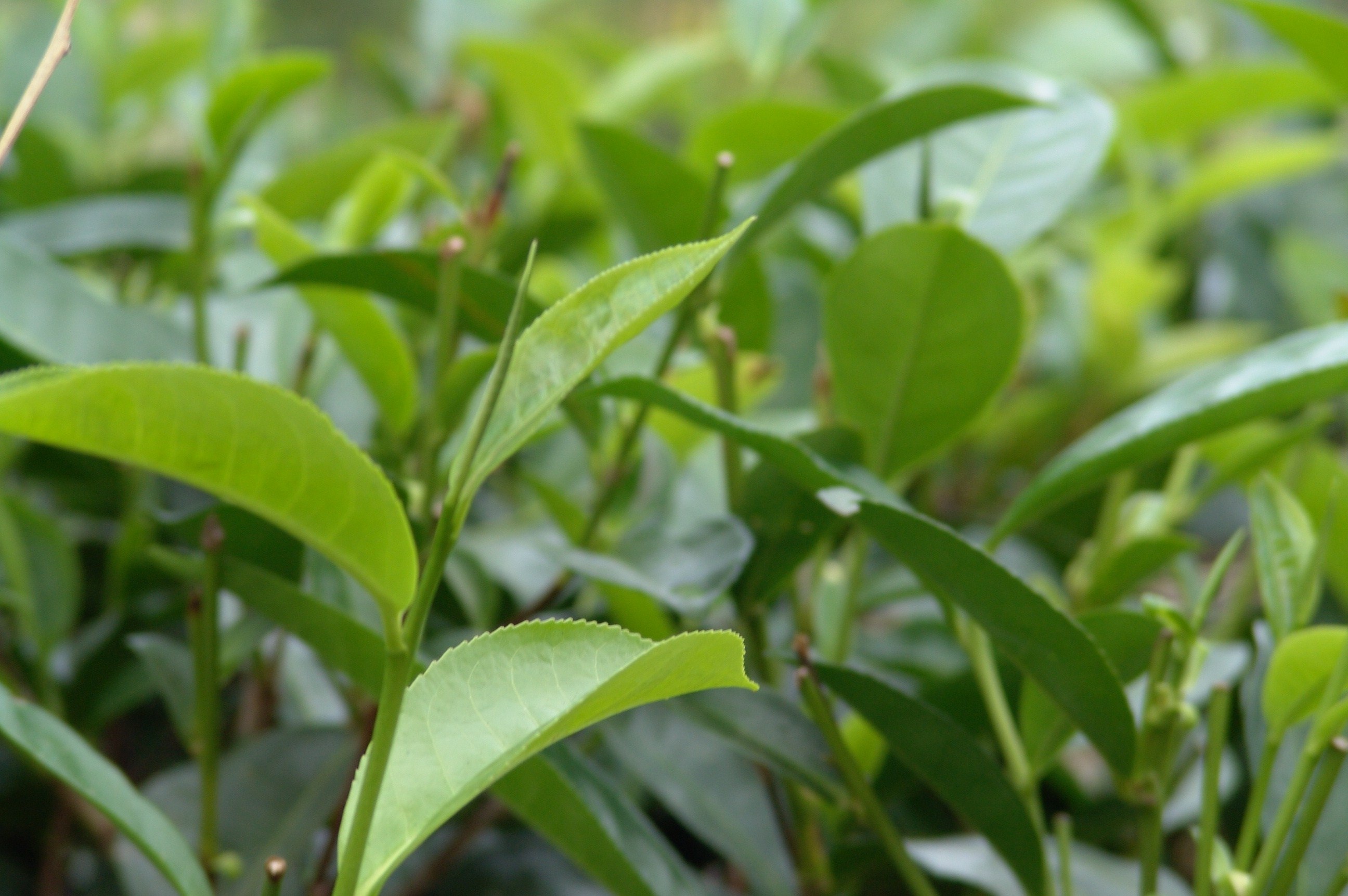
چای سیلان، از نمادهای کشور سری‌لانکا

فرهنگ سری‌لانکا عناصر مدرن را با جنبه‌های سنتی آمیخته و به دلیل تنوع منطقه ای آن شناخته شده‌است. فرهنگ سریلانکا مدتهاست که تحت تأثیر میراث تروادادا بودیسم از هند گذشته، و میراث این آیین به ویژه در مناطق جنوبی و مرکزی سریلانکا قوی است. تأثیرات فرهنگی جنوب هند به ویژه در شمالی‌ترین مناطق کشور به چشم می‌خورد. تاریخ اشغال استعمار نیز بر هویت سریلانکا اثر برجسته ای گذاشته‌است که عناصر پرتغالی، هلندی و انگلیس با جنبه‌های مختلف سنتی فرهنگ سریلانکا در هم آمیخته‌اند. علاوه بر این، فرهنگ اندونزی نیز بر برخی جنبه‌های فرهنگ سریلانکا تأثیر گذاشته‌است. از نظر فرهنگی، سریلانکا، به ویژه مردم سیناله، پیوندهای محکمی با هند و آسیای جنوب شرقی دارد.
این کشور دارای یک سنت هنری غنی است و دارای اشکال خلاق و مشخص است که شامل موسیقی، رقص و هنرهای تجسمی می‌شود. فرهنگ سریلانکا در سطح بین‌المللی با کریکت، آشپزی سریلانکایی، یک عمل طب هالیستی، نمادنگاری مذهبی مانند پرچم بودایی و صادرات مانند چای، دارچین و سنگهای قیمتی و همچنین یک صنعت گردشگری قوی همراه است. سری لانکا روابط طولانی مدت با شبه قاره هند دارد که می‌توان ان در پیش از تاریخ ردیابی کرد. جمعیت سریلانکا به‌طور عمده شامل قوم سینهالی با اقلیت‌های قابل توجهی تامیل، هندی تامیل، سریلانکا مالایی و اقلیت‌های بورگر وجود دارد.

## تاریخ
تاریخچه سری لانکا با تاریخچه شبه قاره وسیع هند و مناطق اطراف آن در هم تنیده‌است و شامل مناطقی از جنوب آسیا، جنوب شرق آسیا و اقیانوس هند است.
اولین بقایای انسانی که در جزیره سریلانکا یافت شده‌است مربوط به حدود ۳۵۰۰۰ سال پیش (مرد بالانگودا) است. دوره نخستین تاریخی تقریباً از قرن ۳ آغاز می‌شود و براساس تواریخ‌های پراکریث مانند ماهاوامسا، دیپاوامسا و کولاوامسا است. آنها تاریخچه را از زمان ورود سینالیسی (هندوستان اروپایی) از شمال هند شرح می‌دهند اولین اسناد اسکان در جزیره در این تواریخ‌ها یافت می‌شود. این تواریخ‌ها مربوط به دوره پس از تأسیس پادشاهی تامباپانی در قرن ششم قبل از میلاد توسط نخستین اجداد سینالیسی‌ها است. اولین حاکم سریلانکا از پادشاهی آنورادپورا، پاندوکابایا، برای قرن چهارم پیش از میلاد ثبت شده‌است. آیین بودایی در قرن ۳ قبل از میلاد توسط آرهات مهیندا (فرزند امپراتور هندوستان آشوکا) در این سرزمین معرفی شد. اولین حاکم تامیل پادشاهی آنورادپورا، اللان (الارا)، یک مهاجم بود که برای قرن ۲ قبل از میلاد ثبت شده‌است.

## هنرهای نمایشی

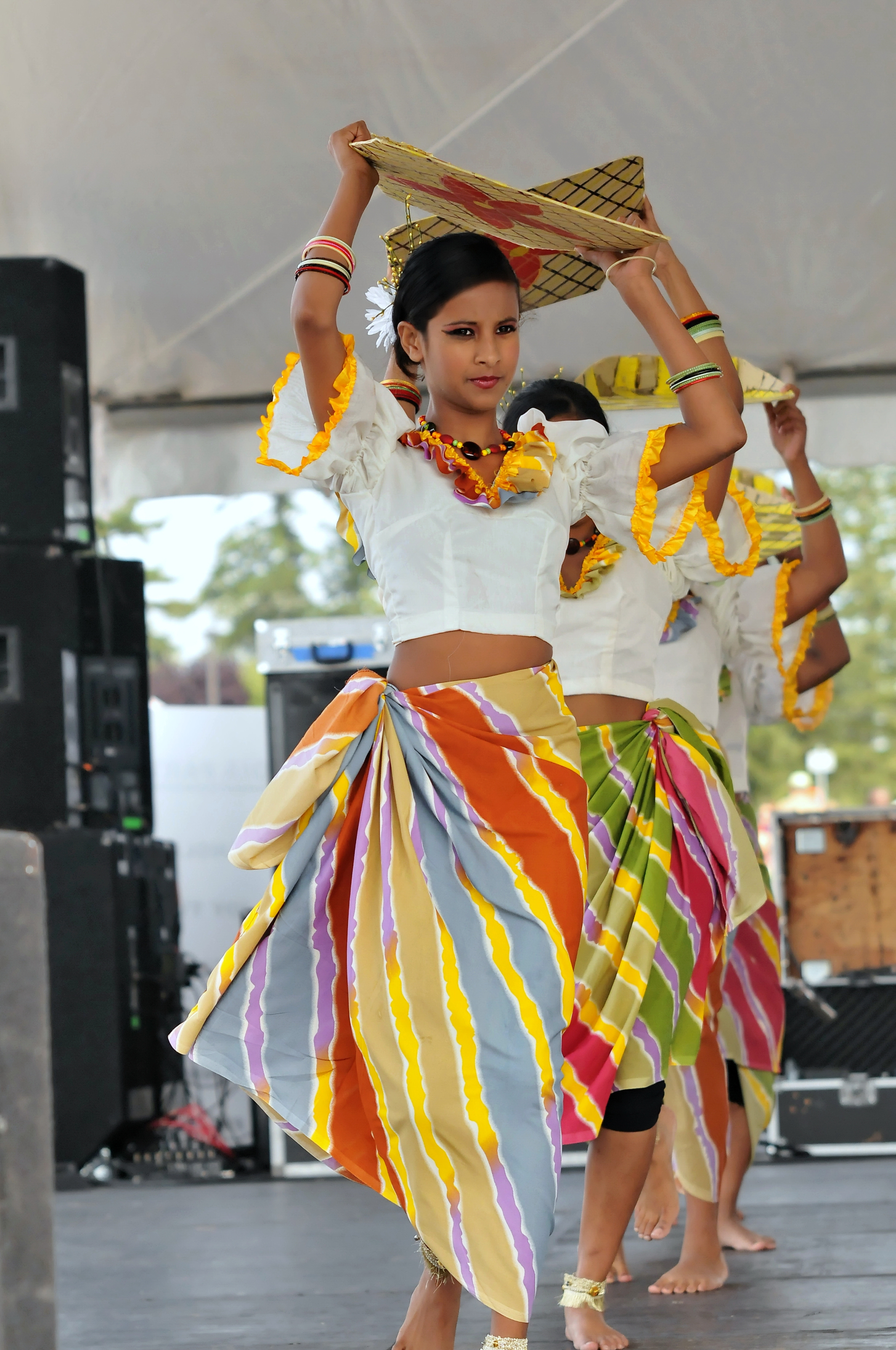
رقص سنتی سریلانکا برداشت

### رقص
سری لانکا دارای انواع سبک‌های رقص از جمله درام‌های کلاسیک، عامیانه و رقص مانند رقص کندی است.
خاستگاه رقص‌های سریلانکا مربوط به مردم بومی این کشور یعنی وانیالا-آئتو و یاکاها است.
رقصی به نام «تِلمه» را مربوط به شاه راوانا می‌دانند که پنج هزار سال پیش میِیسته‌است. به گفته افسانه‌های سینهالی رقص‌های کاندی از ۲۵۰۰ سال پیش سرچشمه می‌گیرند. یک رویدادنامه باستانی به نام مهاوامسا می‌نویسد که زمانی که شاه ویجایه در سال ۵۴۳ پیش از میلاد از راه دریا به سری‌لانکا رسید، آواز موسیقی و رقص مراسم عروسی را از دور شنید.

### آشپزی سریلانکایی
غذاهای سری لانکا در درجه اول تحت تأثیر غذاهای جنوب هند، اندونزی و هلند قرار دارد. برنج یک ماده اصلی است و معمولاً روزانه مصرف می‌شود، و در هر مناسبت خاص می‌توان آن را یافت، در حالی که کنسروهای تند غذاهای مورد علاقه برای ناهار و شام هستند. یک نوشیدنی الکلی بسیار محبوب عرق خرما می‌باشد که با اب گرم مخلوط شود و از شیره درخت خرما است. برنج و کاری در طیف وسیعی از غذاهای سریلانکا وجود دارد.
از عوامل تاریخی و فرهنگی بسیاری تأثیر پذیرفته‌است. ارتباط با تجار خارجی که باعث ورود غذاهای جدید به این آشپزی شده در کنار نفوذ فرهنگی کشورهای همسایه و همچنین سنت‌های محلی گروه‌های قومی این کشور، همه به شکل‌دادن آشپزی سریلانکایی کمک کرده‌اند. آشپزی‌های هندی، اندونزیایی و هلندی تأثیرات مشهودی در آشپزی سریلانکایی داشته‌اند، در حالی که این آشپزی ارتباط تنگاتنگی با آشپزی کشورهای همسایه جنوبی خود دارد. امروزه، برنج، نارگیل و ادویه از اقلام غذایی اصلی این آشپزی است.

### دین

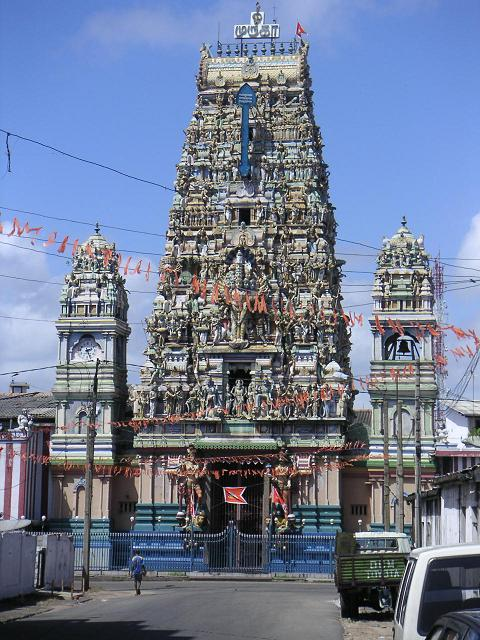
یک معبد هندو در کلمبو

مردم سریلانکا آیین‌های مختلفی دارند. از سرشماری سال ۲۰۱۱، ۷۰٫۱ درصد از سریلانکاها بودایی‌های تروداه، ۶/۱۲ درصد هندوها، ۹/۹ درصد مسلمانان (عمدتاً اهل سنت) و ۶٫۲ درصد کاتولیک رومی و ۱٫۴ درصد دیگر بودند. بوداییسم مذهبی رسمی سریلانکا به حساب می‌آید و در قانون اساسی سریلانکا امتیازات ویژه ای برای بودایی‌ها لحاظ شده‌است. با این حال، قانون اساسی همچنین آزادی دین و حق برابری را در بین همه شهروندانش فراهم می‌کند. در سال ۲۰۰۸، بر اساس نظرسنجی گالوپ، سریلانکا سومین کشور مذهبی جهان بود که ۹۹٪ از سریلانکا گفتند دین بخش مهمی از زندگی روزمره آنها است.

## ورزش‌ها

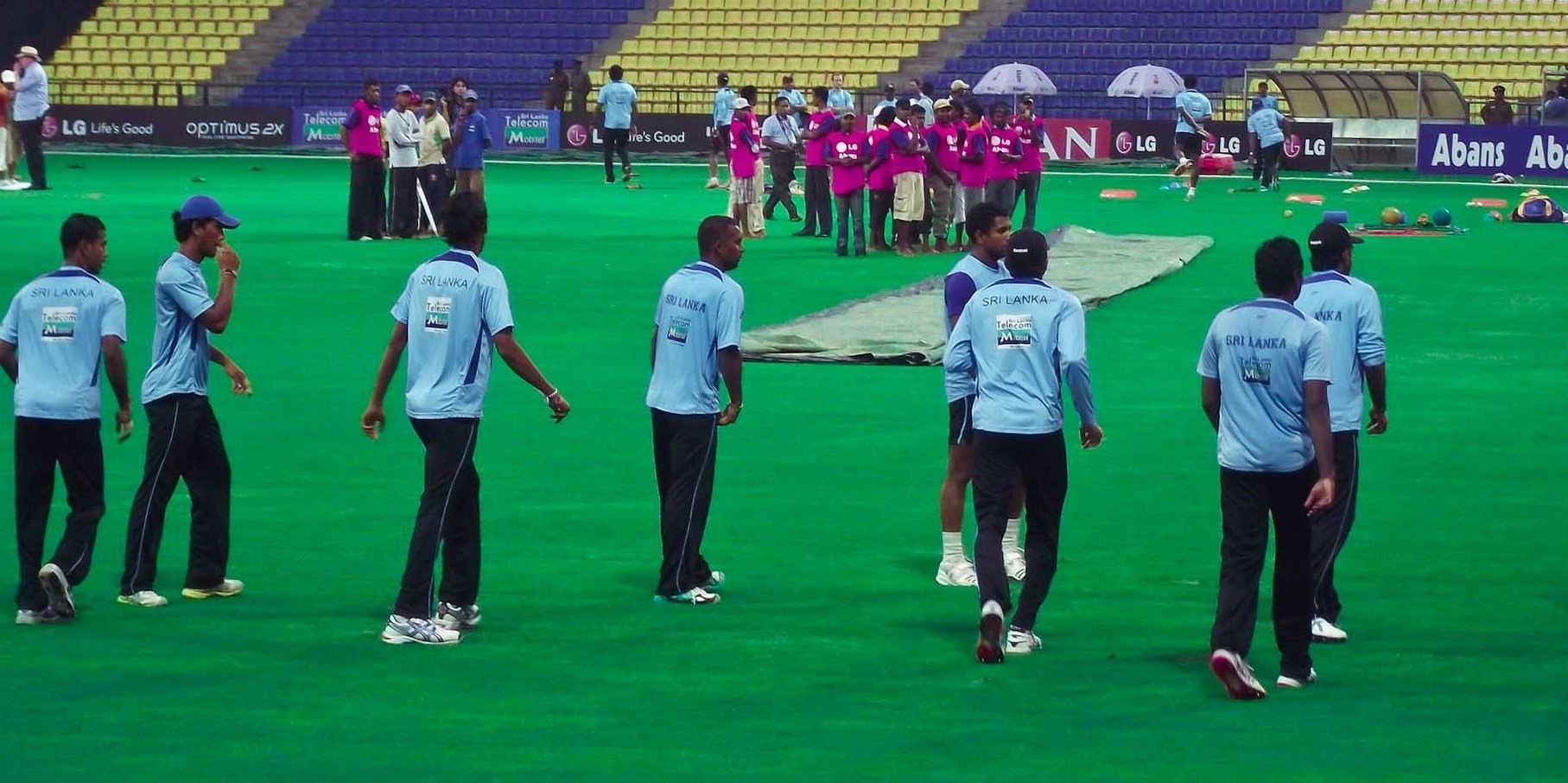
کریکت در سریلانکا

ورزش نقش مهمی در فرهنگ سریلانکا ایفا می‌کند. محبوب‌ترین ورزش در سریلانکا کریکت است، و به همین ترتیب، بسیاری از رشته‌های کریکت وجود دارد که در این جزیره پراکنده شده‌اند تا کودکان و بزرگسالان بتوانند این ورزش را انجام دهند.